# Walter Röhrl
Walter Röhrl (Ratisbona, 7 marzo 1947) è un ex pilota di rally tedesco.

## Carriera

### Pilota

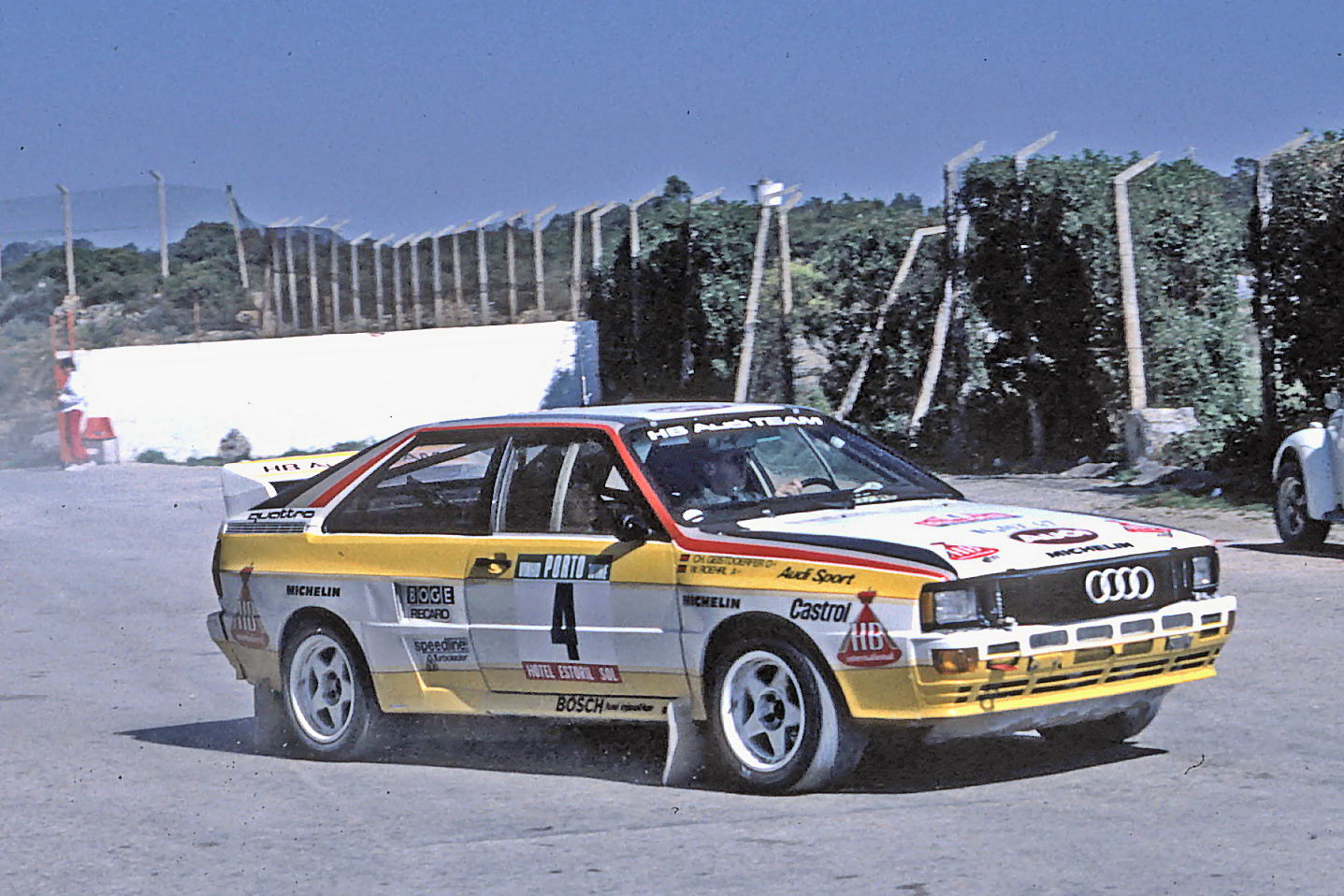
Röhrl su Audi quattro in Portogallo nel 1984.

Specialista su tutti i tipi di terreno, venne soprannominato "Re di Monte Carlo" dopo le sue quattro vittorie in quel rally. Vinse il suo primo titolo nel 1980 con la Fiat 131 Abarth (per celebrare il pilota, la Fiat allestì una serie speciale della 131 Racing denominata "Walter Röhrl Edition", commercializzata in Germania Ovest, Danimarca, Paesi Bassi e Belgio); mentre il 2º due anni dopo su Opel Ascona. Fu il primo pilota che riuscì ad aggiudicarsi due titoli mondiali. Debuttò a metà anni 70 con la squadra Opel. Fu infatti Campione Europeo Rally nel 1974 con una Opel Ascona e con la stessa vettura vinse la prima gara internazionale (Rally Acropoli, 1975).
Röhrl è famoso per il suo stile di guida molto pulito che gli permetteva di mantenere integre le vetture anche in rally massacranti come il Safari o l'Acropolis. Uno stile di guida non innato ma acquisito col tempo; infatti agli inizi era ben nota la sua guida spettacolare, ma con il passaggio alla nuova Fiat 131 Abarth fu costretto a modificare radicalmente il suo stile per ottenere il massimo dalla vettura. Questo cambiamento venne perfezionato poi con l'esperienza in pista dovuta al programma con la Lancia nel mondiale endurance.
Infatti, tra il 1979 e il 1980, Röhrl era sì impegnato con la Fiat nel mondiale rally, ma gareggiava anche su pista con la Lancia Beta Montecarlo Turbo Gruppo 5 vincendo 2 gare e contribuendo alla conquista del Campionato mondiale endurance per costruttori.
Nel 1982 ritorna alle gare internazionali al volante di una Opel Ascona 400. Trionfa in un Rally di Monte Carlo asciutto, contro le sofisticate e favoritissime Audi a trazione integrale, e la sua regolarità, fatta a colpi di ottimi piazzamenti uniti alla vittoria al Rally della Costa D'Avorio e grazie anche alla quasi-indistruttibilità della sua Opel, gli consente a fine stagione di essere Campione del Mondo Rally con una gara di anticipo.
Nel 1983 fece parte del team Lancia Martini con la 037 e si accordò con Fiorio per correre sei gare con lo scopo di ottenere il maggior numero possibile di punti iridati a favore della squadra. Röhrl pretese però di avere carta libera al Monte Carlo, che vinse inesorabilmente. Alla fine della stagione concluse secondo dietro al vincitore del titolo, Hannu Mikkola. Venne ingaggiato dal team Audi nel 1984, vincendo subito a Monte Carlo (la sua quarta vittoria nel Principato) ma in quella stagione ebbe molti problemi di affidabilità e il titolo venne conquistato dal suo compagno di squadra Stig Blomqvist dopo una dura lotta contro Markku Alén. La stagione 1985 vide il declino definitivo dell'Audi a favore della nuova Peugeot 205 Turbo 16, tuttavia Röhrl vinse un rally, quello di Sanremo "stracciando" i diretti avversari con oltre 6 minuti di vantaggio ottenendo una bella rivincita.
In seguito all'abolizione del Gruppo B partecipò e vinse la più famosa cronoscalata del mondo, quella del Pikes Peak dove fece segnare il record del tracciato in 10:47,85 battuto poi l'anno successivo da Ari Vatanen per soli 63 centesimi.
Le grandi doti che hanno permesso a Röhrl di essere un grandissimo pilota sono state un grandissimo autocontrollo, tenacia e soprattutto la capacità di spiegare ai suoi ingegneri le esatte reazioni della macchina così da risolverne i problemi.

### Dopo il ritiro

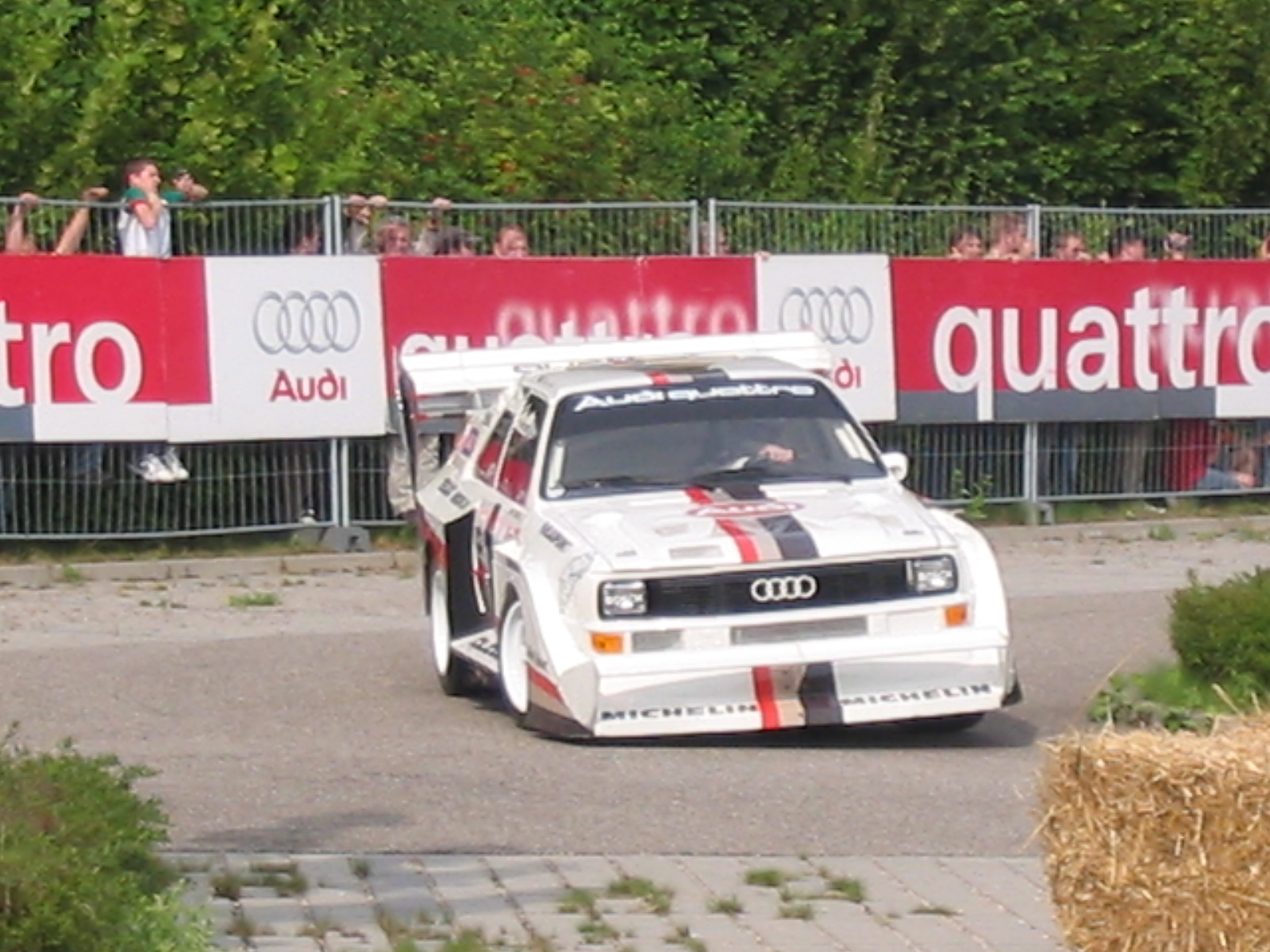
Röhrl su Audi quattro modello Pikes Peak nel 2005

Dal 1988 al 1992 ha lavorato per l'Audi come test driver e occasionalmente ha partecipato alle gare di TransAm (due vittorie), IMSA GTO (solo la vittoria nella gara in cui ha partecipato) e DTM (una vittoria).
Ha lavorato anche come test-driver e uomo immagine della Porsche; partecipa anche a rally riservati alle vecchie categorie di auto da rally (come le gruppo B) e a raduni storici. Nel 2001 è stato uomo immagine nella campagna pubblicitaria per gli pneumatici invernali della Pirelli.

## Risultati nel mondiale rally
| 1973 | Scuderia        | Vettura                           |    |  |  |  |  |  |  |  |     |  |  |     |  |  |  |  | Punti | Pos. |
| ---- | --------------- | --------------------------------- | -- |  |  |  |  |  |  |  | --- |  |  | --- |  |  |  |  | ----- | ---- |
| 1973 | Irmscher Tuning | Opel Commodore GS/E / Opel Ascona | 45 |  |  |  |  |  |  |  | Rit |  |  | Rit |  |  |  |  | -     |      |

| 1974 | Scuderia               | Vettura     |     |  |  |  |  |  |  |     |  |  |  |  |  |  |  |  | Punti | Pos. |
| ---- | ---------------------- | ----------- | --- |  |  |  |  |  |  | --- |  |  |  |  |  |  |  |  | ----- | ---- |
| 1974 | Opel Euro Händler Team | Opel Ascona | Rit |  |  |  |  |  |  | Rit |  |  |  |  |  |  |  |  | -     |      |

| 1975 | Scuderia               | Vettura         |     |  |  |   |     |     |  |     |  |     |  |  |  |  |  |  | Punti | Pos. |
| ---- | ---------------------- | --------------- | --- |  |  | - | --- | --- |  | --- |  | --- |  |  |  |  |  |  | ----- | ---- |
| 1975 | Opel Euro Händler Team | Opel KadettGT/E | Rit |  |  | 1 | Rit | Rit |  | Rit |  | Rit |  |  |  |  |  |  | -     |      |

| 1976 | Scuderia               | Vettura         |   |  |     |     |  |  |  |     |     |     |  |  |  |  |  |  | Punti | Pos. |
| ---- | ---------------------- | --------------- | - |  | --- | --- |  |  |  | --- | --- | --- |  |  |  |  |  |  | ----- | ---- |
| 1976 | Opel Euro Händler Team | Opel KadettGT/E | 4 |  | Rit | Rit |  |  |  | Rit | Rit | Rit |  |  |  |  |  |  | -     |      |

| 1977 | Scuderia                      | Vettura                           |     |  |  |  |  |     |  |     |     |  |     |  |  |  |  |  | Punti | Pos. |
| ---- | ----------------------------- | --------------------------------- | --- |  |  |  |  | --- |  | --- | --- |  | --- |  |  |  |  |  | ----- | ---- |
| 1977 | Opel Euro Händler Team e FIAT | Opel KadettGT/E / Fiat 131 Abarth | Rit |  |  |  |  | Rit |  | Rit | Rit |  | Rit |  |  |  |  |  | -     |      |

| 1978 | Scuderia        | Vettura         |   |  |  |     |   |  |   |     |  |  |   |  |  |  |  |  | Punti | Pos. |
| ---- | --------------- | --------------- | - |  |  | --- | - |  | - | --- |  |  | - |  |  |  |  |  | ----- | ---- |
| 1978 | Alitalia / FIAT | Fiat 131 Abarth | 4 |  |  | Rit | 1 |  | 1 | Rit |  |  | 6 |  |  |  |  |  | 22    | 6º   |

| 1979 | Scuderia        | Vettura         |     |  |  |   |  |  |  |  |   |  |   |  |  |  |  |  | Punti | Pos. |
| ---- | --------------- | --------------- | --- |  |  | - |  |  |  |  | - |  | - |  |  |  |  |  | ----- | ---- |
| 1979 | Alitalia / FIAT | Fiat 131 Abarth | Rit |  |  | 8 |  |  |  |  | 2 |  | 8 |  |  |  |  |  | 21    | 9º   |

| 1980 | Scuderia          | Vettura         |   |  |   |  |   |   |  |   |   |   |  |  |  |  |  |  | Punti | Pos. |
| ---- | ----------------- | --------------- | - |  | - |  | - | - |  | - | - | - |  |  |  |  |  |  | ----- | ---- |
| 1980 | FIAT / Jolly Club | Fiat 131 Abarth | 1 |  | 1 |  | 5 | 1 |  | 2 | 1 | 2 |  |  |  |  |  |  | 118   | 1º   |

| 1981 | Scuderia | Vettura        |  |  |  |  |  |  |  |  |  |     |  |  |  |  |  |  | Punti | Pos. |
| ---- | -------- | -------------- |  |  |  |  |  |  |  |  |  | --- |  |  |  |  |  |  | ----- | ---- |
| 1981 | Eminence | Porsche 911 SC |  |  |  |  |  |  |  |  |  | Rit |  |  |  |  |  |  | 0     |      |

| 1982 | Scuderia                   | Vettura         |   |   |     |   |   |   |   |   |  |   |   |  |  |  |  |  | Punti | Pos. |
| ---- | -------------------------- | --------------- | - | - | --- | - | - | - | - | - |  | - | - |  |  |  |  |  | ----- | ---- |
| 1982 | Rothmans / Opel Rally Team | Opel Ascona 400 | 1 | 3 | Rit | 2 | 4 | 2 | 3 | 2 |  | 3 | 1 |  |  |  |  |  | 109   | 1º   |

| 1983 | Scuderia       | Vettura          |   |  |   |  |   |   |   |  |  |   |  |  |  |  |  |  | Punti | Pos. |
| ---- | -------------- | ---------------- | - |  | - |  | - | - | - |  |  | - |  |  |  |  |  |  | ----- | ---- |
| 1983 | Martini Racing | Lancia Rally 037 | 1 |  | 3 |  | 2 | 1 | 1 |  |  | 2 |  |  |  |  |  |  | 102   | 2º   |

| 1984 | Scuderia   | Vettura                              |   |  |   |  |     |     |     |  |  |    |  |  |  |  |  |  | Punti | Pos. |
| ---- | ---------- | ------------------------------------ | - |  | - |  | --- | --- | --- |  |  | -- |  |  |  |  |  |  | ----- | ---- |
| 1984 | Audi Sport | Audi quattro A2 / Audi Sport Quattro | 1 |  | 6 |  | Rit | Rit | Rit |  |  | 10 |  |  |  |  |  |  | 26    | 11º  |

| 1985 | Scuderia   | Vettura                               |   |     |   |  |     |     |   |  |  |   |  |     |  |  |  |  | Punti | Pos. |
| ---- | ---------- | ------------------------------------- | - | --- | - |  | --- | --- | - |  |  | - |  | --- |  |  |  |  | ----- | ---- |
| 1985 | Audi Sport | Audi quattro A2 / Sport quattro S1 E2 | 2 | Rit | 3 |  | Rit | Rit | 3 |  |  | 1 |  | Rit |  |  |  |  | 59    | 3º   |

| 1986 | Scuderia   | Vettura             |   |  |     |  |  |  |  |  |  |  |  |  |  |  |  |  | Punti | Pos. |
| ---- | ---------- | ------------------- | - |  | --- |  |  |  |  |  |  |  |  |  |  |  |  |  | ----- | ---- |
| 1986 | Audi Sport | Sport quattro S1 E2 | 4 |  | Rit |  |  |  |  |  |  |  |  |  |  |  |  |  | 10    | 22º  |

| 1987 | Scuderia   | Vettura          |   |  |  |   |  |     |  |  |  |  |  |  |  |  |  |  | Punti | Pos. |
| ---- | ---------- | ---------------- | - |  |  | - |  | --- |  |  |  |  |  |  |  |  |  |  | ----- | ---- |
| 1987 | Audi Sport | Audi 200 quattro | 3 |  |  | 2 |  | Rit |  |  |  |  |  |  |  |  |  |  | 27    | 11º  |

| Legenda | 1º posto | 2º posto | 3º posto | A punti | Senza punti | Ritirato | Squalificato | NP=Non partito C=Gara cancellata | Apice=Power stage |

## Titoli vinti
| Stagione | Campionato                 | Auto            |
| -------- | -------------------------- | --------------- |
| 1974     | Campionato europeo rally   | Opel Ascona A   |
| 1980     | Campionato del mondo rally | Fiat 131 Abarth |
| 1982     | Campionato d'Africa rally  | Opel Ascona 400 |
| 1982     | Campionato del mondo rally | Opel Ascona 400 |

È arrivato anche 2º nel 1983 e 3º nel 1985.

## Gare vinte
| #  | Rally                                   | Stagione | Co-pilota             | Auto                     |
| -- | --------------------------------------- | -------- | --------------------- | ------------------------ |
| 1  | 22º Rally dell'Acropolis                | 1975     | Jochen Berger         | Opel Ascona              |
| 2  | 25º Rally dell'Acropolis                | 1978     | Christian Geistdörfer | Fiat 131 Abarth          |
| 3  | 6° Critérium Molson del Québec          | 1978     | Christian Geistdörfer | Fiat 131 Abarth          |
| 4  | 48º Rally di Monte Carlo                | 1980     | Christian Geistdörfer | Fiat 131 Abarth          |
| 5  | 14º Rally del Portogallo Vinho do Porto | 1980     | Christian Geistdörfer | Fiat 131 Abarth          |
| 6  | 2º Rally del Codasur                    | 1980     | Christian Geistdörfer | Fiat 131 Abarth          |
| 7  | 22º Rally di Sanremo                    | 1980     | Christian Geistdörfer | Fiat 131 Abarth          |
| 8  | 50º Rally di Monte Carlo                | 1982     | Christian Geistdörfer | Opel Ascona 400          |
| 9  | 14º Rally Côte d'Ivoire                 | 1982     | Christian Geistdörfer | Opel Ascona 400          |
| 10 | 51º Rally di Monte Carlo                | 1983     | Christian Geistdörfer | Lancia Rally 037         |
| 11 | 30º Rally dell'Acropolis                | 1983     | Christian Geistdörfer | Lancia Rally 037         |
| 12 | 13º Sanyo Rally di Nuova Zelanda        | 1983     | Christian Geistdörfer | Lancia Rally 037         |
| 13 | 52º Rally di Monte Carlo                | 1984     | Christian Geistdörfer | Audi Quattro A2          |
| 14 | 27º Rally di Sanremo                    | 1985     | Christian Geistdörfer | Audi Sport Quattro S1 E2 |

Rohrl ha ottenuto anche 10 secondi posti e 7 terzi posti.